# 5680 Nasmyth
Az 5680 Nasmyth (ideiglenes jelöléssel 1989 YZ1) a Naprendszer kisbolygóövében található aszteroida. Robert H. McNaught fedezte fel 1989. december 30-án.